# Honduras az 1968. évi nyári olimpiai játékokon
Honduras a mexikói Mexikóvárosban megrendezett 1968. évi nyári olimpiai játékok egyik részt vevő nemzete volt. Az országot az olimpián 1 sportágban 6 sportoló képviselte, akik érmet nem szereztek. Honduras első alkalommal vett részt az olimpiai játékokon.

## Atlétika
Férfi
| Versenyző          | Versenyszám | Előfutam | Előfutam | Előfutam | Negyeddöntő | Negyeddöntő | Negyeddöntő | Elődöntő | Elődöntő | Elődöntő | Döntő         | Döntő         |
| Versenyző          | Versenyszám | Idő      | Hely.    | Össz.    | Idő         | Hely.       | Össz.       | Idő      | Hely.    | Össz.    | Idő           | Helyezés      |
| ------------------ | ----------- | -------- | -------- | -------- | ----------- | ----------- | ----------- | -------- | -------- | -------- | ------------- | ------------- |
| Cristóbal Corrales | 200 m       | 23,93    | 7.       | 49.      | kiesett     | kiesett     | kiesett     | kiesett  | kiesett  | kiesett  | kiesett       | kiesett       |
| Emilio Barahona    | 1500 m      | 4:56,08  | 11.      | 53.      |             |             |             | kiesett  | kiesett  | kiesett  | kiesett       | kiesett       |
| Arturo Córdoba     | 1500 m      | 5:18,92  | 12.      | 54.      |             |             |             | kiesett  | kiesett  | kiesett  | kiesett       | kiesett       |
| Clovis Morales     | 5000 m      | 18:40,13 | 14.      | 37.      |             |             |             |          |          |          | kiesett       | kiesett       |
| Juan Valladares    | 5000 m      | 18:21,52 | 14.      | 36.      |             |             |             |          |          |          | kiesett       | kiesett       |
| Rodolfo Erazo      | 10 000 m    |          |          |          |             |             |             |          |          |          | nem ért célba | nem ért célba |